# 2413 van de Hulst
A 2413 van de Hulst (ideiglenes jelöléssel 6816 P-L) a Naprendszer kisbolygóövében található aszteroida. Cornelis Johannes van Houten,  Ingrid van Houten-Groeneveld és Tom Gehrels fedezte fel 1960. szeptember 24-én.